# Torres de Bages
Les Torres de Bages és una masia del municipi de Sant Joan de Vilatorrada (Bages). Aquest mas està documentat des de l'edat mitjana, quan era propietat de la família Lluçà, vicaris comtals.
Es troba en el terreny eclèsiàstic del Santuari de Joncadella.
Aquest mas se'l coneix amb diferents noms. I tot i que al web de l'Ajuntament de Sant Joan de Vilatorrada en diuen Mas de les Torres, el nom històricament documentat és Torres de Bages.
Així ho trobem en un manuscrit que es conserva a l'Arxiu Comarcal del Bages, datat el 26 de novembre de 1609. Per aquest document sabem que l'amo era en Francesc Torres. Es tracta d'una denúncia per robatori posada pel Jaume Solà, mosso de les Torres de Bages.

## Descripció
La masia Torres de Bages està formada per un conjunt d'edificis dins un clos tancat. A més de l'habitatge, hi ha la casa dels masovers, coberts, un graner i l'ermita.
El graner és un edifici independent amb un arc de mig punt que suporta tota l'estructura, coberta a dues aigües i sense façana.
L'ermita està dedicada a Sant Jaume, del segle xviii. Amb campanar de cadireta de dos ulls. Sobre el portal de la façana principal hi ha un ull de bou.

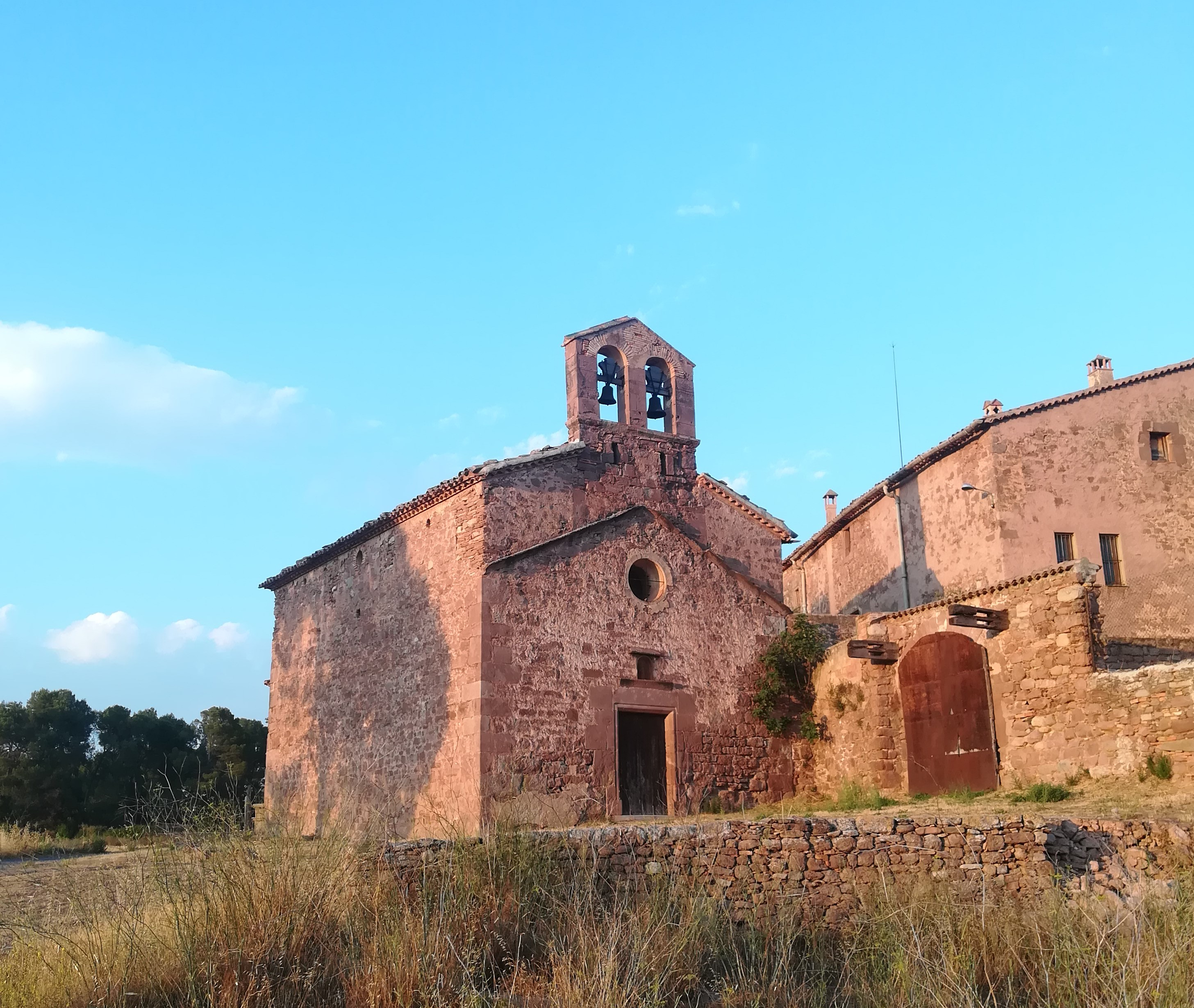
Capella de Sant Jaume